# Антонов, Иван Лаврентьевич
Антонов Иван Лаврентьевич — разведчик 20-й отдельной разведывательной роты (69-я стрелковая Севская дважды Краснознамённая ордена Суворова 2-й степени дивизия, 65-я армия, 2-й Белорусский фронт), старший сержант.

## Биография
Иван Лаврентьевич Антонов родился 22 августа 1924 года в крестьянской семье в селе Медынцево Ульяновского района Калужской области. Начальную школу окончил уже в посёлке Брянский Доволенского района Новосибирской области. Работал в местном колхозе.
В августе 1942 года он был призван в ряды Красной Армии. Воевал на разных фронтах, в боях несколько раз был ранен.
В июле 1944 года командир отделения 967-го стрелкового полка (273-я стрелковая дивизия, 3-я гвардейская армия, 1-й Украинский фронт) старший сержант Антонов в бою у сёл к западу от города Красник в Польше, умело руководя личным составом при отражении контратаки противника, лично уничтожил 5 немецких солдат, был ранен, но из боя не вышел. Приказом по частям 273-й стрелковой Бежицкой дивизии от 26 июля 1944 года старший сержант Антонов Иван Лаврентьевич награждён орденом Славы 3-й степени.
22 октября 1944 года в должности командира отделения 1-го стрелкового батальона 342-го стрелкового полка (136-я стрелковая Киевская Краснознамённая ордена Богдана Хмельницкого 2-й степени дивизия, 65-я армия, 1-й Белорусский фронт) старший сержант Антонов в бою за село Избица к югу от города Пултуска со своим отделением скрытно подобрался к крайним домам и штурмом завладел двумя постройками, дав возможность подойти к селу всей роте. При этом, в бою лично уничтожил 12 солдат противника. Приказом по частям дивизии от 30 октября 1944 года № 042/н старший сержант Антонов вновь награждён орденом Славы 3-й степени.
28 марта 1945 года разведчик 20-й отдельной разведывательной роты (69-я стрелковая Севская дважды Краснознамённая ордена Суворова 2-й степени дивизия, 65-я армия, 2-й Белорусский фронт) старший сержант Иван Антонов с группой разведчиков одним из первых ворвался в город Данциг (в настоящее время Гданьск). Своим личным оружием уничтожил 2 расчёта «панцерфауст», пулемётную точку и до 10 солдат противника, а также 11 солдат взял в плен. Приказом по частям дивизии от 4 апреля 1945 года № 181/н старший сержант Антонов в третий раз награждён орденом Славы 3-й степени.
Указом Президиума Верховного Совета СССР от 19 августа 1955 года за мужество, отвагу и героизм, проявленные на фронте борьбы с немецко-фашистскими захватчиками в порядке перенаграждения Антонов Иван Лаврентьевич награждён орденом Славы 1-й (№ 1672) и 2-й (№ 32835) степени. Стал полным кавалером ордена Славы.
Иван Лаврентьевич Антонов трагически погиб 2 марта 1963 года.

## Память
Местными краеведами была проведена большая работа по установлению истины о подвигах Ивана Антонова. В конечном итоге был получен ответ из Министерства обороны Российской Федерации, в котором подтверждалось, что он был перенаграждён орденами Славы 2-й и 1-й степеней. Военкоматом был установлен памятник на его могиле.